# Euphorbia aserbajdzhanica
Euphorbia aserbajdzhanica är en törelväxtart som beskrevs av Eugen Iwanowitsch Bordzilowski. Euphorbia aserbajdzhanica ingår i släktet törlar, och familjen törelväxter. Inga underarter finns listade i Catalogue of Life.